# 재귀 신경망
재귀 신경망(Recursive neural network)은 구조화된 입력에 대해 동일한 가중치 세트를 재귀적으로 적용하여 생성된 일종의 심층 신경망으로, 주어진 구조를 순회하여 가변 크기 입력 구조에 대한 구조화된 예측 또는 이에 대한 스칼라 예측을 생성한다. RvNN으로 축약되기도 하는 재귀 신경망은 예를 들어 자연어 처리(주로 단어 임베딩을 기반으로 하는 구문 및 문장 연속 표현)의 시퀀스 및 트리 구조를 학습하는 데 성공했다. RvNN은 논리 용어와 같은 구조의 분산 표현을 학습하기 위해 처음 도입되었다. 모델과 일반 프레임워크는 1990년대 이후 추가 작업을 통해 개발되었다.